# آنالیز عنصری

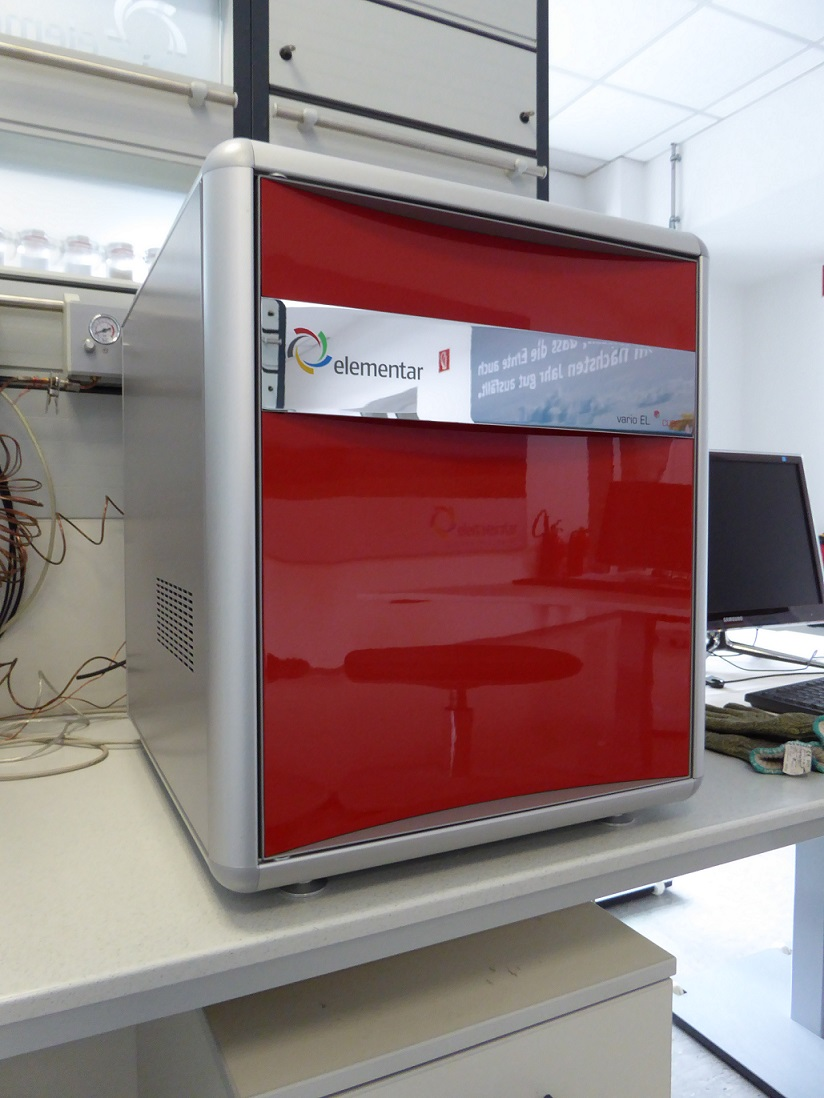
آنالایزر شعلهٔ همزمان CHNS مدرن

آنالیز عنصری یا فراکافت عنصری (به انگلیسی: Elemental analysis) فرایندی است که در آن یک نمونهٔ شیمیایی به عنصرهای تشکیل‌دهنده یا اجزای ایزوتوپی مبدل می‌گردد. این نوع آنالیز، به دو صورت کیفی (تعیین عنصرهای موجود در یک ماده) و کمی (تعیین مقدار عنصرها) امکان‌پذیر است. آنالیز عنصری، یک روش برگشت‌ناپذیر و تخریبی است؛ یعنی نمونه پس از بررسی دگرگون می‌گردد.

## روش‌های کیفی
روش‌های کیفی در دو دستهٔ بزرگ روش‌های شیمیایی و روش‌های طیف‌بینی تقسیم‌بندی می‌گردند.
- روش طیف‌بینی اتمی جرمی و روش‌های طیف‌بینی تعیین ساختار اتم مانند طیف‌بینی فوتوالکترون پرتو ایکس
- اکسایش شونیگر
- آزمون همجوشی سدیم

## روش‌های کمی
- طیف‌بینی اتمی
- وزن‌سنجی
- فراکافت شیمیایی نوترونی
- شناسایی مثبت مواد